# Thor (género)
Thor es un género de camarones, que contiene las siguientes especies:
- Thor algicola Wicksten, 1987
- Thor amboinensis (De Man, 1888)
- Thor cocoensis Wicksten & Vargas, 2001
- Thor cordelli Wicksten, 1996
- Thor dobkini Chace, 1972
- Thor floridanus Kingsley, 1878
- Thor intermedius Holthuis, 1947
- Thor manningi Chace, 1972
- Thor marguitae Bruce, 1978
- Thor paschalis (Heller, 1862)
- Thor spinipes Bruce, 1983
- Thor spinosus Boone, 1935